# Distrikt Soraya

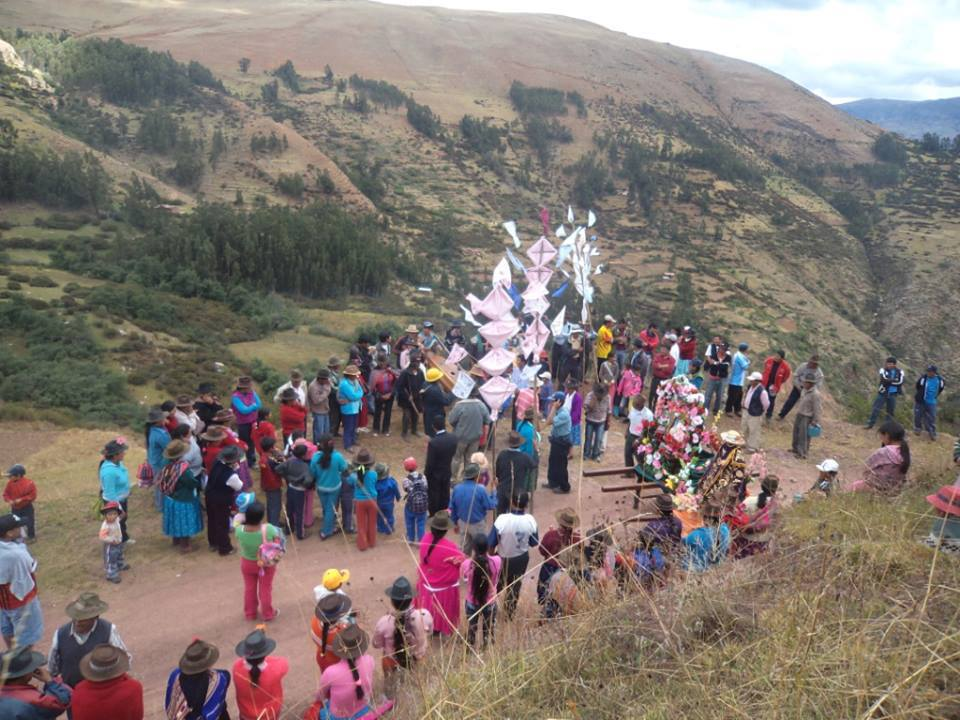
Religiöse Zeremonie bei Ccarahuatani

Der Distrikt Soraya liegt in der Provinz Aymaraes in der Region Apurímac im zentralen Süden von Peru. Der Distrikt wurde am 2. Januar 1857 gegründet. Er besitzt eine Fläche von 44,4 km². Beim Zensus 2017 wurden 745 Einwohner gezählt. Im Jahr 1993 lag die Einwohnerzahl bei 802, im Jahr 2007 bei 771. Die Distriktverwaltung befindet sich in der 2870 m hoch gelegenen Ortschaft Soraya mit 174 Einwohnern (Stand 2017). Soraya liegt 16 km nordnordwestlich der Provinzhauptstadt Chalhuanca.

## Geographische Lage
Der Distrikt Soraya liegt im Andenhochland am Ostufer des Río Chalhuanca zentral in der Provinz Aymaraes.
Der Distrikt Soraya grenzt im Westen an die Distrikte Sañayca und Capaya, im Norden an den Distrikt Ihuayllo, im Osten an den Distrikt Justo Apu Sahuaraura sowie im Süden an den Distrikt Chalhuanca.